# Passagem Franca do Piauí
Passagem Franca do Piauí es una ciudad y municipio del estado del Piauí, Brasil. Se localiza en la microrregión del Medio Parnaíba Piauiense, mesorregión del Centro-Norte Piauiense. El municipio tiene cerca de 4 546 habitantes y 1 019 km². Fue creado en 1993.